# Silvester Belt
Silvestras Beltė (Kaunas, 26 november 1997), beter bekend onder diens artiestennaam Silvester Belt, is een Litouws zanger.

## Biografie
Beltė begon op vierjarige leeftijd met muziekschool en studeerde later aan het conservatorium van zijn geboortestad Kaunas. In 2010 nam hij op twaalfjarige leeftijd deel aan de Litouwse preselectie voor het Junior Eurovisiesongfestival 2010. Later studeerde hij ook muziek aan de Universiteit van Westminster. In 2021 keerde hij terug naar Litouwen en tekende hij zijn eerste platencontract.
Begin 2024 nam Silvester Belt deel aan de Litouwse preselectie voor het Eurovisiesongfestival. Met het nummer Luktelk won hij, waardoor hij zijn vaderland mocht vertegenwoordigen op het Eurovisiesongfestival 2024 in Malmö, Zweden. Daar werd hij in de eerste halve finale vierde en in de finale veertiende.
1994: Ovidijus Vyšniauskas · 
1999: Aistė Smilgevičiūtė · 
2001: Skamp · 
2002: Aivaras · 
2004: Linas & Simona · 
2005: Laura & The Lovers · 
2006: LT United · 
2007: 4Fun · 
2008: Jeronimas Milius · 
2009: Sasha Son · 
2010: InCulto · 
2011: Evelina Sašenko · 
2012: Donny Montell · 
2013: Andrius Pojavis · 
2014: Vilija Matačiūnaitė · 
2015: Monika Linkytė & Vaidas Baumila · 
2016: Donny Montell · 
2017: Fusedmarc · 
2018: Ieva Zasimauskaitė · 
2019: Jurijus Veklenko · 
2021: The Roop · 
2022: Monika Liu · 
2023: Monika Linkytė · 
2024: Silvester Belt · 
2025: Katarsis